# Ју Џите
Ју Џи-тае (корејски: 유지태 (рођен 13. априла 1976) је јужнокорејски глумац, филмски редитељ и сценариста. Након што је био модни модел, Ју је започео своју глумачку каријеру 1998. године, а затим је стекао славу кроз филмове Напад на бензинску станицу (1999) и Дитто (2000). У наредним годинама, стекао је глумачко признање радећи са признатим редитељима као што су Хур Џин-хо у Jедног лијепог прољећног дана (2001), Парк Чан-вук у Стари момак (2003) и Хон Сан Cу у Жена је будућност човека (2004). Ју је почео режирати кратке филмове 2003. године, који су били добро прихваћени на филмским фестивалима. Његов дугометражни редитељски деби Маи Ратима објављен је 2012.